# 国务院残疾人工作委员会
国务院残疾人工作委员会，是中华人民共和国国务院成立的国务院议事协调机构，负责残疾人工作。

## 沿革
1993年，国务院《关于国务院议事协调机构和临时机构设置的通知》（国发〔1993〕27号）决定设立国务院残疾人工作协调委员会。1993年9月29日，《国务院办公厅关于国务院残疾人工作协调委员会主要职责和组成人员的通知》（国办发〔1993〕67号）发出，称经国务院批准，该委员会的主要职责是：“综合协调有关残疾人事业方针、政策、法规、规划、计划的制定与实施工作，协调解决残疾人工作中的重大问题，组织协调联合国有关残疾人事务在中国的重要活动”。该委员会的具体工作由中国残疾人联合会承担，委员会秘书处设在中国残疾人联合会。
2006年4月6日，《国务院办公厅关于国务院残疾人工作协调委员会更名及调整有关组成人员的通知》（国办发〔2006〕27号）发出，将国务院残疾人工作协调委员会更名为国务院残疾人工作委员会，主要职责、工作制度等均不变。

## 职责
国务院残疾人工作委员会的主要职责为：“协调国务院有关残疾人事业方针、政策、法规、规划的制定与实施工作；协调解决残疾人工作中的重大问题；组织协调联合国有关残疾人事务在中国的重要活动。”

## 组成人员
| 1993年《国务院办公厅关于国务院残疾人工作协调委员会主要职责和组成人员的通知》确定的组成人员是： 主任 - 彭佩云（国务委员） 副主任 - 徐志坚（国务院副秘书长） - 柳斌（国家教委副主任） - 阎明复（民政部副部长） - 朱家甄（劳动部副部长） - 殷大奎（卫生部副部长） - 邓朴方（中国残联主席） 委员 - 刘云山（中宣部副部长） - 秦华孙（外交部部长助理） - 郝建秀（国家计委副主任） - 王一平（国家经贸委秘书长） - 惠永正（国家科委副主任） - 牟新生（公安部副部长） - 肖建章（司法部副部长） - 刘积斌（财政部副部长） - 张汉夫（人事部副部长） - 叶如棠（建设部副部长） - 陈昌本（文化部副部长） - 王甘文（广播影视部副秘书长） - 徐寅生（国家体委副主任） - 彭玉（国家计生委副主任） - 王岐山（中国人民银行副行长） - 卢春恒（国家统计局副局长） - 李永贵（国家税务总局副局长） - 杨培青（国家工商局副局长） - 于永湛（新闻出版署副署长） - 吴乃文（海关总署副署长） - 曹康泰（国务院法制局副局长） - 李源潮（国务院新闻办副主任） - 杨钟（国务院贫困地区经济开发领导小组专职副组长） - 邓正明（解放军总政治部组织部部长） - 章瑞英（全国总工会副主席） - 刘鹏（共青团中央书记处常务书记） - 刘海荣（全国妇联副主席、书记处书记） - 刘小成（中国残联副主席、执行理事会理事长） 秘书长 - 刘小成（兼） | 1998年6月22日《国务院办公厅关于调整国务院残疾人工作协调委员会组成人员的通知》（国办发〔1998〕79号）调整后的组成人员是： 主任 - 司马义·艾买提（国务委员） 副主任 - 徐荣凯（国务院副秘书长） - 吕福源（教育部副部长） - 徐瑞新（民政部副部长） - 林用三（劳动和社会保障部副部长） - 王陇德（卫生部副部长） - 邓朴方（中国残疾人联合会主席） 委员 - 刘鹏（中央宣传部副部长） - 王光亚（外交部部长助理） - 郝建秀（国家发展计划委员会副主任） - 黄淑和（国家经济贸易委员会办公厅主任） - 惠永正（科学技术部副部长） - 郝文明（国家民族事务委员会办公厅主任） - 祝春林（公安部政治部主任） - 肖建章（司法部副部长） - 高强（财政部部长助理） - 孙树义（人事部副部长） - 叶如棠（建设部副部长） - 潘震宙（文化部副部长） - 李宏规（国家计划生育委员会副主任） - 刘明康（中国人民银行副行长） - 赵光华（海关总署副署长） - 李永贵（国家税务总局总经济师） - 赵实（国家广播电影电视总局副局长） - 张发强（国家体育总局副局长） - 翟立功（国家统计局副局长） - 韩新民（国家工商行政管理局副局长） - 于永湛（国家新闻出版署副署长） - 宋大涵（国务院法制办公室副主任） - 李冰（国务院新闻办公室副主任） - 杨明生（中国农业银行副行长） - 高鸿宾（国务院扶贫开发领导小组成员、办公室主任） - 张国栋（解放军总政治部组织部副部长） - 李永安（全国总工会书记处书记） - 黄丹华（共青团中央书记处书记） - 刘海荣（全国妇联副主席） - 刘小成（中国残疾人联合会副主席、理事长） 秘书长 - 刘小成（兼） |

| 2003年6月7日《国务院办公厅关于调整国务院残疾人工作协调委员会组成人员的通知》（国办发〔2003〕57号）调整后的组成人员是： 主任 - 回良玉（国务院副总理） 副主任 - 邓朴方（中国残联主席） - 汪洋（国务院副秘书长） - 王湛（教育部副部长） - 李宝库（民政部副部长） - 张小建（劳动保障部副部长） - 朱庆生（卫生部副部长） 委员 - 胡振民（中宣部副部长） - 周文重（外交部副部长） - 李盛霖（发展改革委副主任） - 吴忠泽（科技部党组成员、纪检组组长） - 郝文明（国家民委党组成员、纪检组组长） - 孙明山（公安部政治部主任） - 段正坤（司法部副部长） - 肖捷（财政部副部长） - 侯建良（人事部副部长） - 郑一军（建设部副部长） - 奚国华（信息产业部副部长） - 赵维绥（文化部副部长） - 赵炳礼（人口计生委副主任） - 吴晓灵（人民银行副行长） - 刘文杰（海关总署副署长） - 王力（税务总局总经济师） - 李东生（工商总局副局长） - 蒲长城（质检总局副局长） - 赵实（广电总局副局长） - 于永湛（新闻出版总署副署长） - 张发强（体育总局副局长） - 朱向东（统计局副局长） - 宋大涵（法制办副主任） - 王国庆（新闻办副主任） - 张云（农业银行副行长） - 高鸿宾（国务院扶贫开发领导小组成员兼办公室副主任） - 柴绍良（总政治部组织部副部长） - 董力（全国总工会书记处书记） - 杨岳（共青团中央书记处书记） - 莫文秀（全国妇联书记处书记） - 郭建模（中国残联副主席、理事长） 秘书长 - 郭建模（兼） | 2006年《国务院办公厅关于国务院残疾人工作协调委员会更名及调整有关组成人员的通知》调整后的组成人员是： 主任 - 回良玉（国务院副总理） 副主任 - 邓朴方（中国残联主席） - 张勇（国务院副秘书长） - 陈小娅（教育部副部长） - 窦玉沛（民政部副部长） - 张小建（劳动保障部副部长） - 马晓伟（卫生部副部长） - 王新宪（中国残联副主席、党组书记） 委员 - 欧阳坚（中宣部副部长） - 崔天凯（外交部部长助理） - 毕井泉（发展改革委副主任） - 吴忠泽（科技部纪检组长、党组成员） - 牟本理（国家民委副主任） - 蔡安季（公安部政治部主任） - 段正坤（司法部副部长） - 王军（财政部副部长） - 陈存根（人事部副部长） - 黄卫（建设部副部长） - 何洪达（铁道部党组成员、政治部主任） - 冯正霖（交通部副部长） - 奚国华（信息产业部副部长） - 赵维绥（文化部副部长） - 江帆（人口计生委副主任） - 吴晓灵（人民银行副行长） - 龚正（海关总署副署长） - 王力（税务总局副局长） - 钟攸平（工商总局副局长） - 蒲长城（质检总局副局长） - 杨国庆（民航总局副局长） - 雷元亮（广电总局副局长） - 于永湛（新闻出版总署副署长） - 冯建中（体育总局副局长） - 张为民（统计局副局长） - 郜风涛（法制办副主任） - 王国庆（新闻办副主任） - 张云（农业银行副行长） - 高鸿宾（扶贫办副主任） - 柴绍良（总政治部组织部副部长） - 董力（全国总工会经费审查委员会主任） - 卢雍政（团中央书记处书记） - 莫文秀（全国妇联副主席） 秘书长 - 汤小泉（中国残联副主席、理事长） |

| 2008年4月16日《国务院办公厅关于调整国务院残疾人工作委员会组成人员的通知》（国办发〔2008〕23号）调整后的组成人员是： 主任 - 回良玉（国务院副总理） 副主任 - 邓朴方（中国残联主席） - 张勇（国务院副秘书长） - 陈小娅（教育部副部长） - 窦玉沛（民政部副部长） - 张小建（人力资源社会保障部副部长） - 马晓伟（卫生部副部长） - 王新宪（中国残联副主席、党组书记） 委员 - 欧阳坚（中央宣传部副部长） - 刘结一（外交部部长助理） - 张茅（发展改革委副主任） - 吴忠泽（科技部党组成员、纪检组长） - 奚国华（工业和信息化部副部长） - 吴仕民（国家民委副主任） - 蔡安季（公安部政治部主任） - 赵大程（司法部副部长） - 王军（财政部副部长） - 黄卫（住房城乡建设部副部长） - 冯正霖（交通运输部副部长） - 佟立军（铁道部政治部副主任） - 赵维绥（文化部副部长） - 江帆（人口计生委副主任） - 刘士余（人民银行副行长） - 龚正（海关总署副署长） - 王力（税务总局副局长） - 钟攸平（工商总局副局长） - 蒲长城（质检总局副局长） - 雷元亮（广电总局副局长） - 邬书林（新闻出版总署副署长） - 冯建中（体育总局副局长） - 林贤郁（统计局副局长） - 郜风涛（法制办副主任） - 王国庆（新闻办副主任） - 张云（农业银行副行长） - 王国良（扶贫办副主任） - 陆晓（总政治部组织部副部长） - 董力（全国总工会副主席、书记处书记） - 卢雍政（共青团中央书记处书记） - 莫文秀（全国妇联副主席、书记处书记） 秘书长 - 汤小泉（中国残联副主席、理事长） | 2013年《国务院办公厅关于调整国务院残疾人工作委员会组成人员的通知》（国办发〔2013〕29号）调整后的组成人员是： 主任 - 王勇（国务委员） 副主任 - 阎京华（国务院机关党组成员、纪检组长） - 张海迪（中国残联主席） - 刘利民（教育部副部长） - 窦玉沛（民政部副部长） - 信长星（人力资源社会保障部副部长） - 马晓伟（卫生计生委副主任） - 鲁勇（中国残联副主席、理事长） 委员 - 翟卫华（中央宣传部副部长） - 崔玉英（中央外宣办副主任） - 李保东（外交部副部长） - 朱之鑫（发展改革委副主任） - 王伟中（科技部副部长） - 尚冰（工业和信息化部副部长） - 陈改户（国家民委副主任） - 夏崇源（公安部党委委员、政治部主任） - 赵大程（司法部副部长） - 王保安（财政部副部长） - 陈大卫（住房城乡建设部副部长） - 冯正霖（交通运输部副部长） - 陈晓华（农业部副部长） - 杨志今（文化部副部长） - 刘士余（人民银行副行长） - 鲁培军（海关总署副署长） - 解学智（税务总局副局长） - 刘玉亭（工商总局副局长） - 陈钢（质检总局副局长、国家标准委主任） - 邬书林（新闻出版广电总局副局长） - 冯建中（体育总局副局长） - 李强（统计局副局长） - 胡可明（法制办党组成员） - 王国良（扶贫办副主任） - 凌焕新（总政治部组织部副部长） - 王瑞生（全国总工会党组纪检组组长、书记处书记） - 汪鸿雁（共青团中央书记处书记） - 甄砚（全国妇联副主席、书记处书记） - 郭浩达（农业银行副行长） - 孙先德（中国残联副主席、常务副理事长） 秘书长 - 孙先德（兼） |

| 2017年7月时中国残疾人联合会网站上的组成人员是： 主任 - 王勇（国务委员） 副主任 - 孟扬（国务院副秘书长） - 张海迪（中国残联主席） - 刘利民（教育部副部长） - 高晓兵（民政部副部长） - 信长星（人力资源社会保障部副部长） - 王贺胜（卫生计生委副主任） - 鲁勇（中国残联副主席、理事长） 委员 - 鲁炜（中央宣传部副部长） - 李保东（外交部副部长） - 王晓涛（发展改革委副主任） - 徐南平（科技部副部长） - 陈肇雄（工业和信息化部副部长） - 陈改户（国家民委副主任） - 夏崇源（公安部党委委员、政治部主任） - 赵大程（司法部副部长） - 余蔚平（财政部副部长） - 陆克华（住房城乡建设部副部长） - 刘小明（交通运输部党组成员） - 陈晓华（农业部副部长） - 杨志今（文化部副部长） - 潘功胜（中国人民银行副行长） - 鲁培军（海关总署副署长） - 顾炬（税务总局副局长） - 王江平（工商总局副局长） - 田世宏（质检总局党组成员、国家标准委主任） - 吴尚之（新闻出版广电总局副局长） - 李颖川（体育总局党组成员、局长助理） - 贾楠（国家统计局副局长） - 胡可明（国务院法制办副主任） - 洪天云（国务院扶贫办副主任） - 商亚恒（中央军委政治工作部组织局局长） - 焦开河（全国总工会副主席、书记处书记） - 汪鸿雁（共青团中央书记处书记） - 谭琳（全国妇联书记处书记） - 楼文龙（中国农业银行副行长） - 孙先德（中国残联副主席、常务副理事长） 秘书长 - 孙先德（兼） | 2018年5月16日《国务院办公厅关于调整国务院残疾人工作委员会组成人员的通知》（国办发〔2018〕36号）调整后的组成人员是： 主任 - 王勇（国务委员） 副主任 - 孟扬（国务院副秘书长） - 张海迪（中国残联主席） - 朱之文（教育部副部长） - 高晓兵（民政部副部长） - 张义珍（人力资源社会保障部副部长） - 王贺胜（国家卫生健康委员会副主任） - 鲁勇（中国残联党组书记、理事长） 委员 - 庄荣文（中央宣传部副部长） - 张军（外交部部长助理） - 连维良（国家发展改革委副主任） - 徐南平（科技部副部长） - 陈肇雄（工业和信息化部副部长） - 陈改户（国家民委副主任） - 侍俊（公安部副部长） - 熊选国（司法部副部长） - 余蔚平（财政部副部长） - 易军（住房城乡建设部副部长） - 刘小明（交通运输部副部长） - 韩俊（农业农村部副部长） - 项兆伦（文化和旅游部副部长） - 钱锋（退役军人事务部副部长） - 郑国光（应急管理部副部长、中国地震局局长） - 潘功胜（中国人民银行副行长） - 李国（海关总署副署长） - 孙瑞标（税务总局副局长） - 马正其（国家市场监督管理总局副局长） - 范卫平（国家广播电视总局副局长） - 赵勇（体育总局副局长） - 贾楠（国家统计局副局长） - （待定）（国家医疗保障局负责同志） - 夏更生（国务院扶贫办党组成员） - 商亚恒（中央军委政治工作部组织局局长） - 焦开河（全国总工会副主席、书记处书记） - 尹冬梅（共青团中央书记处书记） - 谭琳（全国妇联副主席、书记处书记） - 王纬（农业银行副行长） 秘书长 - 孙先德（中国残联党组副书记、副理事长） |

## 办事机构
国务院残疾人工作委员会秘书处设在中国残疾人联合会。2013年起，改设为国务院残疾人工作委员会办公室，仍设在中国残疾人联合会。
中国残疾人联合会办公厅承担国务院残疾人工作委员会的日常工作。